# Фест Анча
Фест Анча (словацк. Fest Anča) — международный фестиваль анимации, единственный словацкий мультимедийный фестиваль, посвящённый анимационному кино, созданному прежде всего для взрослой аудитории.
«Фест Анча» ежегодно проводится в словацком городе Жилина: в культурном центре Железнодорожная станция Жилина-Заречье, в Новой синагоге и на других культурных площадках города.

## История

### Фест Анча 2008
Первый фестиваль «Фест Анча» прошёл в культурном центре «Станция» словацкого города Жилина с 1 по 3 августа 2008 года. Его целью было убедить зрителей в ошибочности их мнения о том, что мультипликационные фильмы предназначены только для детской аудитории и инфантильных людей. На первом фестивале «Фест Анча» широкой аудитории были представлены шедевры мировой анимации, причём организаторы показали публике не только современные тенденции мультипликации, но и проверенные классические мультфильмы. Специальными гостями фестиваля стали: шведский создатель комиксов Макс Андерссон и словацкий писатель, сценарист и художник Альберт Маренчин. В рамках фестиваля состоялись вечерние показы под открытым небом, звучала живая музыка, проходили выступления, вечеринки и мастер-классы по анимации. В последний день фестиваля в здании мэрии Жилины было вручено 5 наград.
Призы «Anča Award» получили Ивана Шебестова за мультфильм Четыре (Словакия), Блю за фильм Муто (Италия) и Томер Эшед за фильм Наша замечательная природа (Германия).
Приз интернет-зрителя портала завоевал фильм Супер Группер Джонатана Группера и Андрея Смирнова (Израиль).
Приз «MAya Award» был присуждён фильму «Жизнь мухи» Барборы Березняковой (Словакия).

### Фест Анча 2009
Второй фестиваль «Фест Анча» проходил в культурном центре «Станция» города Жилина с 31 июля по 2 августа 2009 года. Новинкой фестиваля стала секция современного словацкого мультфильма. Также появился ещё один зал для показов — S2. Впервые прошла и акция Animation Karaoke Battle. На время фестиваля была организована выставка французского низкотиражного издательства комиксов и трафаретной печати Le Dernier Cri (Последний писк). Специальными гостями 2-го фестиваля стали: британский художник Фил Мюллой и французский художник Пакито Bolino. В международном конкурсе анимационных фильмов с продолжительностью менее 30 минут жюри в составе: Ивана Заяцова (Словакия), Виола Сова (Польша), Фил Мюллой (Великобритания), Михай Митрица (Румыния) и Пакито Болино (Франция) присудило три премии и приз за особое признание.
Статуэтка «Anča Award» за первое место, которую специально для фестиваля создал словацкий художник Радко Мачуха, досталась Марку Эрише (фильм «Олло», Франция) за «исключительно эмоциональный образ и ощущение таинственности».
Две другие премии получили Мираи Мидзуе (фильм Джем, Япония) за простоту и силу визуальной обработки и Жереми Клапен (фильм Раскол (Шизофрения), Франция) за искреннее повествование.
Специальное упоминание жюри получил Торстен Фляйш (фильм Энергия! (Германия) за интенсивный эффект естественной силы, достигнутый путём ненарративной анимации.
Премия «МAya Award», которую вручали представители компании «МАйя», досталась Петеру Харакали за фильм Морковь (Словакия), а премия интернет-зрителя портала Huste.TV — Лукашу Зигмунду за фильм Мафия II. (Словакия).

### Фест Анча 2010
Третий фестиваль, ориентирована на представление творчества независимых режиссёров из США, прошёл в культурном центре «Станция» города Жилина с 30 июля по 1 августа 2010 года. Новинкой этого года стал видеодневник фестиваля под названием «Фестивальные секунды». Был представлен диск DVD «Animation is not mŕtva» (Мультипликация не умерла (первые три слова написаны по-английски, последнее — по-словацки), ставший компиляцией 14 мультипликационных фильмов, созданных за последние годы молодым поколением словацких режиссёров. Специальным гостем фестиваля стала израильский иллюстратор ilustrátorka Руту Модан, которая вместе с Михалом Штруссом и Игорем Прасселом входила в состав жюри, решавшего вопрос о присуждении премии «Anča Award» и о том, кто на этот раз будет достоин особого упоминания.
Первый приз получил фильм Старые клыки (режиссёр Адриен Мерижо, Ирландия), второе место занял словацкий фильм Вильям режиссёра Вероники Обертовой, третьим стал фильм Мыло (режиссёр Кей Ояма, Япония).
Специальное упоминание жюри получили два фильма: Хот-доги Сэма (режиссёр Давид Лопес Ретамеро, Великобритания) и Отсутствие сна не убивает (Марко Мештрович, Хорватия).
В интернет-конкурсе «ТАКМЕР (почти)», позволяющем зрителям выбрать из десяти фильмов, которым чуть-чуть не хватило для участия в международном конкурсе фестиваля «Фест Анча», своего фаворита и таким образом приблизить его к победе, победил фильм с немецким названием НАТ (режиссёр Михаэль Фрагштайн, Германия).

### Фест Анча 2011
Четвёртый фестиваль «Фест Анча», ориентированный на ретроспективу легенды словацкой мультипликации Виктора Кубала, прошёл в культурном центре «Станция» города Жилина с 1 по 3 июля 2011 года. Также фестивальной площадкой стал центре города Жилина, фильмы демонстрировались и в торговом центре «Мираж». На фестивале состоялась мировая премьера экспериментального фильма Konzerva Рудольфа Урца, была добавлена новая премия — Anča Music Video Award. Специальными гостями фестиваля стали: российский художник Иван Максимов и американец Пип Ходоров, профессионал в области экспериментального кино.
Члены жюри: Иван Максимов (Россия), Эва Михалкова (Словакия) и Велько Попович (Хорватия) вручили премию Anča Award фильмам Крокодил (режиссёр Каспар Янцис, Эстония), Разгневанный мужчина (режиссёр Анита Килли, Норвегия) и Стэнли Пикл (режиссёр Виктория Мэзер, Великобритании).
Победителями в новой категории Anča Music Video Award стали фильмы: Потерять этого ребёнка (режиссёры Юваль и Мерав Натан, Израиль), Кофеин (режиссёр Патриция Луна, Россия, и Даная Диас, Испания) и Детка, я твоя (режиссёр Ирина Дакева, Франция). Лушие видеоклипы выбирали члены жюри Пип Ходоров (США) и Тамаш Лиска (Венгрия).

### Фест Анча 2012
Пятый фестиваль проходил с 28 июня по 1 июля 2012 года в культурном центре «Станция» и в Новой Синагоге города Жилина. В рамках фестиваля состоялась выставка Frejm Baj Frejm, на которой были представлены средства анимации в творчестве современных художников. Специальными гостями фестиваля стали: эстонский художник Мати Кютт, словацкий сценарист и постановщик Зузана Гиндл-Татарова, швейцарский программный директор независимых кинотеатров арт-кино «Риффрафф» Франк Браун и испанская создательница анимационного кино с участием кукол Анна Соланас.
Главный приз Anča Award жюри в составе: Франк Браун, Зузана Гиндл-Татарова и Анна Соланас — вручили польскому мультфильму режиссёра Марты Пайек Snová šnúra.
Жюри также решило присудить поощрительные премии короткометражному анимационному фильму О, Вилли режиссёра Эмми де Свейф и Марка Джеймса Роэлса (Бельгия) и фильму Большой дом режиссёра Кристьяна Холма (Эстония).
Впервые в истории фестиваля жюри присудило приз студенческому анимационному фильму — О разных видах бумаги режиссёров Сами Барра, Ромэна Блонделя, Элен Маршаль и Селин Сейе (Франция).
Поощрительная премия присуждена студенческому фильму БАКА!! Иммануэля Вагнера (Швейцария).
Жюри в составе: Норо Држиак (Словакия), Александр Янчик (Чехия) и Джонни Келли (Ирландия) — присудили приз Anča Music Video Award анимационному видеоклипу Кучка режиссёра Эллисон Шулник (США).

### Фест Анча 2013
Шестой фестиваль, ориентированный на ретроспективные показы, объединённые под общим названием «История словацкой анимированного видеоклипа», прошёл на железнодорожной станции «Жилина-Заречье» с 27 по 30 июня 2013 года. На этот раз нововведением стали: категория «Anča Student Award» — приз за лучший студенческий анимационный фильм, показ самых оригинальных и необычных фильмов, подобранных для категории Anča in Wonderland (Анча в Стране чудес), появление форума под названием We Need to Talk About Animation! (Нам надо говорить об анимации!), организуемого в сотрудничестве с Ассоциацией продюсеров анимационного кино (APAF) и ориентированного на обсуждение и обмен опытом в области обучения анимационному творчеству. Также впервые прошёл так называемый «Детский день», полностью состоящий из программы детской анимации. Специальными гостями фестиваля стали: художественный руководитель различных германских фестивалей экспериментальных и анимационных фильмов Майк Рейсс (Германия), чешский режиссёр анимационных и художественных фильмов Михаэла Павлатова и Эмма де Свейф (Бельгия), которая занимается изготовлением и использованием кукол в рекламных роликах, фильмах и документальных фильмах.
Главный приз Anča Award завоевал фильм Матуша Vizára Панды (Словакия).
Приз за особое признание на этот раз члены жюри вручили лично от своего имени: приз получили — Эмма де Свейф — фильм Едва заметная слеза (режиссёр Карло Фогеле, Франция), Ульрих вегенаст — фильм Зайцево (режиссёр Ана Неделькович, Никола Майдак мл., Сербия) и Михаэла Павлатова — фильм Двойной Фикрет (режиссёр Ван Хайян, Китай).
Награду Anča Student Award получил фильм Подключи и играй (режиссёр Михаэль Фрай, Швейцария), а награду Anča Music Video Award — фильм Пока, Макадам (режиссёр Дмитрий Станкович, Франция), Турникет (режиссёр Джордан Брунер, США) и Дай мне шанс (режиссёры Джина Торстенсен (Норвегия) и Начо Родригес (Испания).
Приз детской аудитории вручён фильму Невыносимая жара (режиссёр Ричард Фелан, Великобритания).

### Фест Анча 2014
Седьмой фестиваль, ориентированный на анимацию немецкоговорящих стран, прошёл с 18 по 22 июня 2014 года в Жилине. В рамках фестиваля состоялась словацкая премьера «Ранняя анимация в Советской Украине» и ретроспективный показ «Чехословацкие сказки для детей» 1960—1970 годов. Были добавлены три новые награды: Anča Slovak Award (приз за лучший словацкий анимационный фильм, созданный за последние два года), Di Award (награждённый фильм попадает прямо в словацкие кинотеатры, где показывается как короткометражный фильм-заставка, предваряющий показ какого-либо основного прокатного фильма компании Film Europe) и Anča Kids Award (приз за лучший анимационный фильм для детей). Нововведением также стали Fest Anča Game Days (знакомство широкой аудитории со словацкими и чешскими видеоиграми и объединение словацких и чешских разработчиков путём проведения совместных лекций и неформальных встреч), также появилась категория Фест Анча Новые таланты и секция «Вебсериалы». Специальными гостями фестиваля стали швейцарский создатель анимационных фильмов Жорж Швицгебель и немецкий создатель фильмов, видеопроектов и инсталляций Max Хаттлер.
Награды 2014 года:
- Anča Award — Кода (режиссёр Алан Холли, Ирландия)
- Личное особое упоминание от Макса Хаттлера — К твоему сердцу (режиссёр Эва Борысевич, Польша)
- Личное особое упоминание от Петера Бадача — Экскурсия на турне (режиссёр Эдмундс Янсонс, Латвия)
- Личное особое упоминание от Михаэля Фрая — Мама (режиссёры Уго Бьенвеню, Кевин Манак, Франция)
- Anča Student Award — Где-то там (режиссёр Николя Менар, Великобритания)
- Anča Student Special Mention — Невероятно эластичный мужчина (режиссёр Каролина Шпехт, Польша)
- Anča Music Video Award — Маньяна навсегда (режиссёр Бенжаэль Хальфмадерхольц, Германия)
- Anča Music Video Award Special Mention — Лучший друг/Best Friend (режиссёр Киек/Адамский, Польша)
- Anča Music Video Award Special Mention — Мы любили (режиссёр Гэвин С. Робинсон, Великобритания)
- Anča Kids Award — Мы (режиссёр Ульрих Тотье, Франция)
- Anča Slovak Award — Фонгополис (режиссёр Джоанна Кожух, Словакия)
- Anča Slovak Award Special Mention — В очереди (режиссёр Камила Кучикова, Словакия)
- Di Award — Как возникает «торнадо» (режиссёр Вероника Коцоуркова, Словакия)

### Фест Анча 2015
Восьмой фестиваль, посвящённый эстонскому анимационному кино, прошёл с 24 по 28 июня 2015 года в Жилине. Нововведением стала программа «Альтернативный контейнер стейдж», в которой прозвучала «слегка» шумная, а порой нойзовая или экспериментальная музыка. Жилина на определённое время превратилась в большой анимационный праздник: по улицам на тройколках разъезжали два бразильских деятеля искусства ВЖ Сауве и своими проекциями оживляли наугад выбранные здания и помещения. Специальными гостями фестиваля стали: всемирно известный эстонский любительский дуэт Приит и Ольга Пярн и ирландский режиссёр и двукратный обладатель номинации на «Оскара» за лучший полнометражный анимационный фильм — Томм Мур.
Награды 2015 года:
- Anča Award — Мы не можем жить без космоса (режиссёр Константин Бронзит)
- Специальное упоминание от Томма Мура — Сомнамбула (режиссёр Теодор Ушев, Болгария)
- Специальное упоминание от Тунде Фоленбрука — Мир будущего (США, режиссёр Дон Херцфельд)
- Специальное упоминание от Александры Гетмеровой — Остров тюленей (Латвия, режиссёр Эдмундс Янсонс)
- Anča Student Award — На расстоянии (Великобритания, режиссёр Дейзи Джейкобс)
- Anča Music Video Award — Привет (Великобритания, режиссёр Крис Улленс)
- Anča Music Video Special Mention 1 — Новая Топия (США, режиссёр Адам Фукс «lilfuchs»)
- Anča Music Video Special Mention 2 — Поездка (Великобритания, режиссёр Антонио Вичентини)
- Anča Slovak Award — Полукукла (Словакия, Бельгия, режиссёр Жасмин Элсен)
- Anča Slovak Special Mention — Нина (Словакия, режиссёры Ове Пикчерс — Вероника Обертова и Михаэла Чопикова)
- Anča Kids Award — Зебра (Германия, режиссёр Юлия Окер)
- Anča Kids Special Mention — Медвежья история (Чили, режиссёр Габриель Осорио)
- Фест Анча Новые таланты — Конец (Словакия, режиссёр Давид Штумпф, Михаэла Михалиова)
- Anča Di Award — Страна ковбоев (Словакия, режиссёр Давид Штумпф)
- Anča Di Award — Айон (Словакия, режиссёр Петра Геленинова)

## Сопутствующие мероприятия
- Печа-Куча Анча
- Animation Karaoke Battle - конкурс, суть которого заключается в том, чтобы любым творческим способом сопровождать случайным образом выбранный анимационный фильм
- Game Days - ознакомление широкой аудитории со словацкими и чешскими видеоиграми и объединение словацких и чешских разработчиков путём проведения совместных лекций и неформальных встреч
- Новые таланты (Nové talenty) - форум, который предназначен для профессионалов в области кино и посвящён разработке и презентации анимационных проектов.

## Награды
- Anča Award — международный конкурс анимационных фильмов с продолжительностью менее 30 минут, созданных за последние два года
- Anča Student Award — премия за лучший студенческий фильм последних двух лет
- Anča Music Video Award — международный конкурс анимационных видеороликов, которые были созданы за последние два года
- Anča Kids' Award — премия за лучший анимационный фильм для детей
- Anča Slovak Award — приз за лучший словацкий анимационный фильм, созданный за последние два года
- Anča Di Award — специальная дистрибьюторская премия, вручаемая двум словацким короткометражным анимационным фильмам. Получающие награду фильмы получают право на показ в словацких кинотеатрах либо на DVD-дистрибуции в качестве короткометражного-фильма заставки, предваряющего показы какого-либо основного фильма компании Film Europe.

## Anča Award (2008—2015)
- 2008: Четыре (реж. Ивана Шебестова, 2007, Словакия)
- 2009: Олло (реж. Марк Эрише, 2008, Франция)
- 2010: Старые клыки (реж. Ардиен Мерижо, 2009, Ирландия)
- 2011: Крокодил / Crocodile (реж. Каспар Янцис, 2009, Эстония)
- 2012: Snová šnúra / Snępowina (реж. Марта Пайек, 2011, Польша)
- 2013: Панды (Матуш Визар, 2013, Словакия)
- 2014: Кода / Coda (реж. Алан Холли, 2013, Ирландия)
- 2015: Мы не можем жить без космоса (реж. Константин Бронзит, 2014, Россия)